# Датянь
Датя́нь (кит. упр. 大田, пиньинь Dàtián) — уезд городского округа Саньмин провинции Фуцзянь (КНР).

## История
Уезд был создан во времена империи Мин в 1535 году.
После вхождения этих мест в состав КНР был образован Специальный район Юнъань (永安专区), и уезд вошёл в его состав. В марте 1956 года Специальный район Юнъань был расформирован, и уезд перешёл в состав Специального района Цзиньцзян (晋江专区). 
В мае 1963 года был образован Специальный район Саньмин (三明专区), и уезд перешёл в его состав. В декабре 1970 года Специальный район Саньмин был переименован в Округ Саньмин (三明地区).
Постановлением Госсовета КНР от апреля 1983 года округ Саньмин был преобразован в городской округ.

## Административное деление
Уезд делится на 8 посёлков и 10 волостей.